# Pałac Rüdigerów w Białymstoku
Pałac Krusensternów, później Rüdigerów i Lubomirskich – pałac w Białymstoku zbudowany przez barona Aleksandra Krusensterna w połowie XIX w. w stylu neoklasycystycznym.

## Historia
Pałac znajduje się w dzielnicy Dojlidy, otoczony jest XIX-wiecznym parkiem.
W czasie II wojny światowej pałac był białostocką siedzibą gauleitera Prus Ericha Kocha. Spalony w 1944 r., został odbudowany w latach 1956–1957. Początkowo budynek był własnością miasta, jednak w końcowych latach 90. został przekazany Wyższej Szkole Administracji Publicznej za kwotę niewiele przekraczającą 160 tysięcy złotych. W wyniku likwidacji WSAP-u, obiekt przeszedł w posiadanie spółki PQE. Po upadku tejże spółki, budynek został wystawiony na licytację komorniczą. W listopadzie 2020 roku, za kwotę 6,5 miliona złotych, nabywcą nieruchomości została firma WGT Group.

## Panorama

Pałac Rüdigerów w Białymstoku